# Dompierre-sur-Besbre
Dompierre-sur-Besbre – miejscowość i gmina we Francji, w regionie Owernia-Rodan-Alpy, w departamencie Allier.

## Nazwa
Nazwa miejscowości pochodzi od imienia św. Piotra.

## Demografia
Według danych na rok 1990 gminę zamieszkiwało 3807 osób, a gęstość zaludnienia wynosiła 83 osoby/km². W styczniu 2015 r. Dompierre-sur-Besbre zamieszkiwało 3205 osób, przy gęstości zaludnienia wynoszącej 69,9 osób/km².